# Movimento reale
(Karl Marx e Friedrich Engels)
Nel lessico marxista il concetto di movimento reale è l'espressione del carattere oggettivo del comunismo, inteso quale evoluzione tangibile della realtà storica. In questo modo viene rovesciato l'assunto idealistico di stampo hegeliano, il quale di converso riferisce all'evoluzione dialettica della coscienza individuale e non dei rapporti reali, il momento egemonico del divenire. Il comunismo non sarebbe allora l'evoluzione di un'idea, ma lo stesso movimento storico materiale. Di qui specularmente un assunto basilare del sotteso metodo marxiano di ricerca detto materialismo dialettico.